# L'Homme de sa vie
Pour plus de détails, voir Fiche technique et Distribution.
L'Homme de sa vie est un  film français de Zabou Breitman, sorti en 2006.

## Synopsis
Comme chaque été, Frédéric et sa femme Frédérique (aussi) qui affichent leur hétérosexualité sans complexe vont passer les vacances dans leur maison de la Drôme.
Un soir, ils invitent à dîner Hugo, leur nouveau voisin. Hugo et Frédéric, restés seuls à discuter de l'amour jusqu'à l'aube, vont nouer une relation qui va jeter le trouble dans leur cœur et dans leur entourage...

## Fiche technique
- Titre : L'Homme de sa vie
- Réalisation : Zabou Breitman, assisté de Joseph Rapp
- Scénario : Zabou Breitman et Agnès de Sacy
- Directeur de la photographie : Michel Amathieu
- Musique : Laurent Korcia et Liviu Badiu
- Monteur : Richard Marizy
- Mixage : Eric Bonnard
- Monteur son : Lucien Balibar
- Costumes : Nathalie Lecoultre
- Chef décorateur : Pierre Quefféléan
- Maquilleuse : Marie-Anne Hum
- Ingénieur du son : Michel Kharat
- Attaché de presse : Dominique Segall
- Régisseur général : Frédéric Grunenwald
- Directrice du casting : Juliette Denis
- Scripte : Brigitte Hedou-Prat
- Distribué par Wild Bunch Distribution
- Producteur : Philippe Godeau
- Producteur exécutif : Jean-Yves Asselin
- Production : France 3 Cinéma, Rhône-Alpes Cinéma, StudioUrania (Italie)
- Date de sortie : 11 octobre 2006 en France
- Genre : drame
- Durée : 114 minutes
- Année de production : 2006

## Distribution
- Bernard Campan : Frédéric
- Charles Berling : Hugo
- Léa Drucker : Frédérique
- Jacqueline Jehanneuf : Jacqueline
- Éric Prat : Guillaume
- Niels Lexcellent : Arthur
- Anna Chalon : Capucine
- Antonin Chalon : Mathieu
- Léocadia Rodriguez-Henocq : Jeanne
- Caroline Gonce : Ilse
- Aurélie Guichard : Lucinda
- Philippe Lefebvre : Benoît
- Angie David : Anne-Sophie
- Gabrielle Atger : Pauline